# الحمید، هدهرامات
ال-حمید، هدهرامات یک منطقهٔ مسکونی در یمن است که در استان حضرموت واقع شده‌است.